# Tommy Tabermann
Tommy Olavi Tabermann, tidigare Taberman, född 3 december 1947 i Ekenäs, död 1 juli 2010 i Helsingfors, var en finländsk diktare, politiker och tv-personlighet. Han var Finlands populäraste poet under de senaste årtiondena. Han var fullt tvåspråkig (finska och svenska), men skrev böcker bara på finska. Hans moder var finlandssvensk, fadern kom som finsk flykting från den del av Karelen som blev på den ryska sidan av gränsen efter andra världskriget. På 90- och 2000-talet bodde Tabermann i Karis. Han publicerade sin första bok, Ruusuja Rosa Luxemburgille 1970 och den sista som kom ut var Naaras, 2009. Inga böcker finns översatta till svenska. 
Från 1998 till 2007 var han lagledare i ett humorprogram i TV1, Uutisvuoto (Nyhetsläckan), vars motsvarighet i Sverige kallas för Snacka om nyheter. Från 2007 var han riksdagsman för Finlands socialdemokratiska parti. Som riksdagsledamot efterträddes Tabermann av Risto Kuisma. Tabermann var speciellt känd som kärlekspoet och kallades i folkmun rakkauden apostoli ("kärlekens apostel").
Tommy Tabermann diagnosticerades med en hjärntumör i augusti 2009. Juha Numminens biografi Lähikuvassa Tommy Tabermann kom ut i augusti 2010 på det finska förlaget Otava.
Han är begravd på Sandudds begravningsplats i Helsingfors.